# Vassilis Venizelos
Vassilis Venizelos, né le 7 avril 1977 à Yverdon (originaire du même lieu), est une personnalité politique suisse du canton de Vaud, membre des Verts.
Il est élu au Conseil d'État du canton de Vaud le 10 avril 2022.

## Biographie
Vassilis Venizelos naît le 7 avril 1977 à Yverdon, dans le canton de Vaud. Il y vit depuis son enfance et en est également originaire. Son père, issu d'une famille paysanne d'un village proche de Thèbes, en Grèce, arrive en Suisse dans les années 1960 et travaille dans l'hôtellerie puis comme ouvrier dans la mécanique de précision ; sa mère, franco-belge, grandit à Roubaix dans le nord de la France et exerce le métier d'aide-soignant. Il a une sœur,,,,.
Il étudie la géographie et l'ethnologie aux universités de Lausanne et de Neuchâtel. Il devient par la suite directeur général adjoint de l’office de l’urbanisme du canton de Genève.
Il est objecteur de conscience. Dans sa jeunesse, il est chanteur puis bassiste d'un groupe funk, les Cinnamon Funky Market. Il a également pratiqué la gymnastique artistique et fait partie du cadre vaudois de basketball,,.
Il est marié et père de deux enfants. Son épouse, enseignante spécialisée, est fille de syndics libéraux-radicaux vaudois (le père, de Prahins ; la mère, de Donneloye),.

## Parcours politique
Il fait partie du Conseil communal (législatif) d'Yverdon depuis 1997, à l'âge de 19 ans, et du Grand Conseil du canton de Vaud depuis 2007, (réélections en 2012 et 2017). Il y est chef du groupe des Verts pendant dix ans. Il est candidat au Conseil national en 2015, mais n'est pas élu.
En octobre 2021, il se porte candidat à la succession de Béatrice Métraux au Conseil d'État du canton de Vaud. Il s'impose le mois suivant en interne face au député Maurice Mischler par 151 voix sur 174. Peu connu hors de son district,, il arrive neuvième du premier tour le 20 mars 2022 avec 37,67 % des voix (56 502 suffrages),,,, à quelque 3 000 suffrages du candidat UDC Michaël Buffat, de la centriste Valérie Dittli et de la socialiste sortante Cesla Amarelle. Il est élu au second tour le 10 avril 2022 avec 49,51 % des voix (cinquième position des six élus, 81 509 suffrages),.
Il prend ses fonctions à la tête du Département de la jeunesse, de l’environnement et de la sécurité le 1er juillet 2022.